# Station Brzezinka Średzka
Station Brzezinka Średzka is een spoorwegstation in de Poolse plaats Brzezinka Średzka.